# Van Panhuys

Familiewapen Van Panhuys

Van Panhuys is een uit Zuid-Limburg afkomstig geslacht waarvan leden sinds 1814 tot de Nederlandse adel behoren.

## Geschiedenis
De stamreeks begint met Servaes van den Panhuys die tussen 1437 en 1452 vermeld wordt als leenman van het hertogdom Limburg. Willem van Panhuys was in 1486 drossaard van Walhorn, een van de hoogbanken van Limburg. Een andere nakomeling van Servaes was Pieter van Panhuys, een van de inwoners van Antwerpen die na de val van deze stad in 1585 uitweken naar de Noordelijke Nederlanden. Hij geldt als de stamvader van de Leids-Utrechtse tak. Zijn kinderen maakten vanaf begin 17e eeuw deel uit van het patriciaat van plaatsen als Leiden, Schoonhoven en Amersfoort.
In Maastricht en omgeving behoorden protestantse leden van de familie Van Panhuys tot de kleine clan van regentenfamilies, die namens de Staten-Generaal het Brabantse gezag in de tweeherige stad Maastricht vertegenwoordigden, en ook in Staats-Overmaas belangrijke bestuurlijke posities innamen.
Met jhr. Abraham van Panhuys (1774-1847) waaiert de Zuid-Limburgse tak uit over andere delen van Nederland, met een zekere concentratie in de provincie Groningen.
Twee nazaten werden bij Souverein Besluit in 1814 benoemd in ridderschappen, twee anderen werden in 1815 en 1821 verheven in de Nederlandse adel. Aan jhr. Jan Ernst van Panhuys werd in 1874 de titel van baron bij eerstgeboorte verleend; de baronale titel verviel in 1909.
Tussen 1770 en 1883 waren leden van de familie eigenaar van kasteel Haeren te Voerendaal, Limburg.
Tussen 1884 en 1950 waren leden van de familie eigenaar van de borg Nienoord te Leek, Groningen.

## Enkele telgen

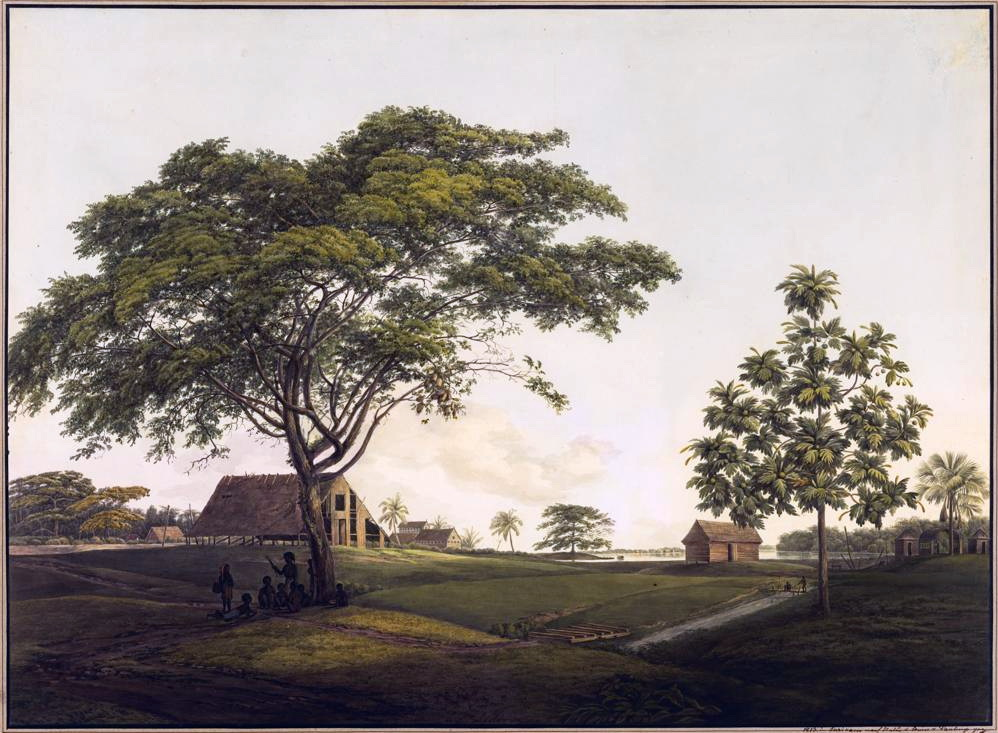
Plantage 'Alkmaar', Commewijnedistrict, Suriname (aquarel Louise van Panhuys, 1813)

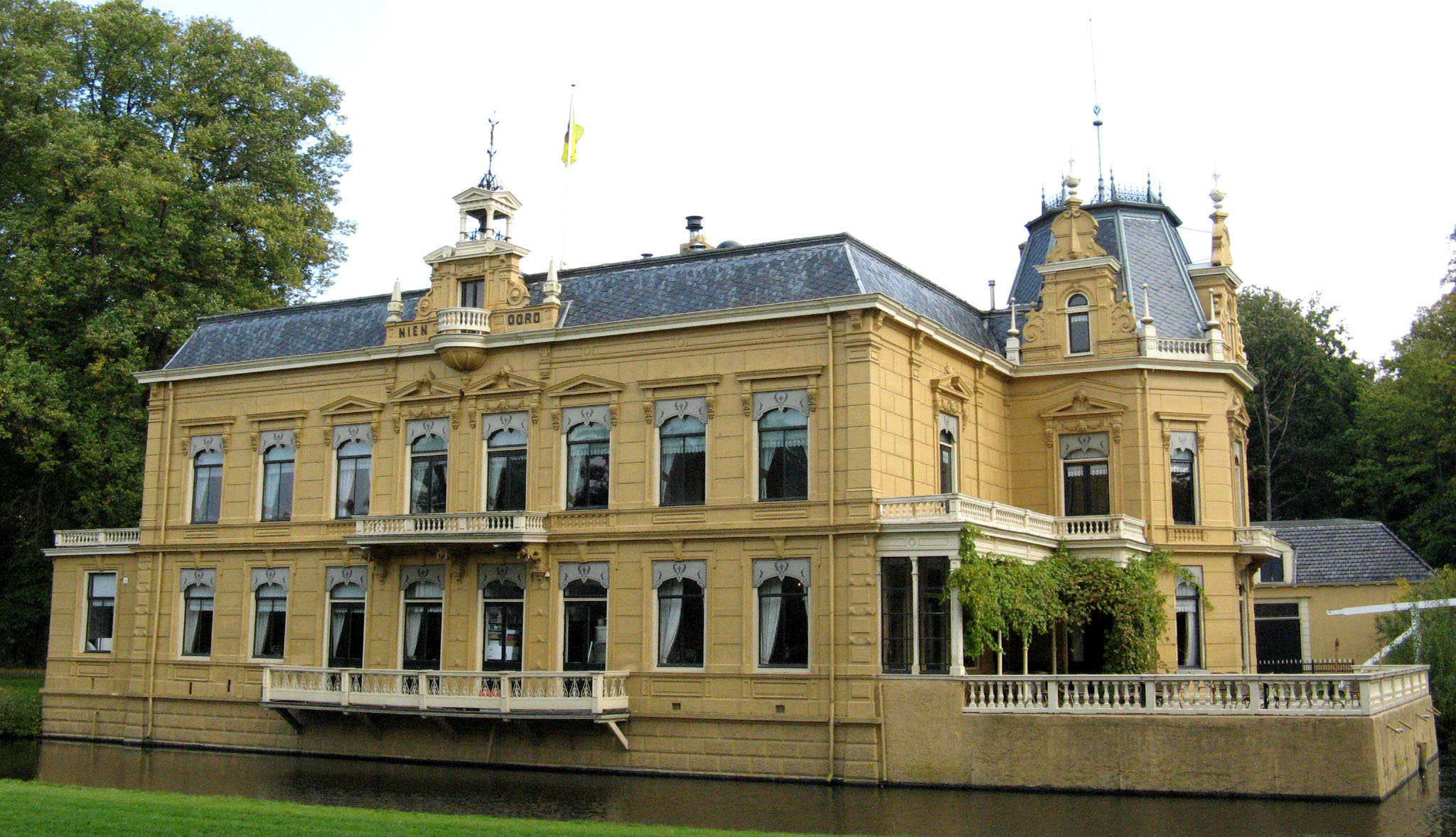
Zijaanzicht van de borg Nienoord in Leek

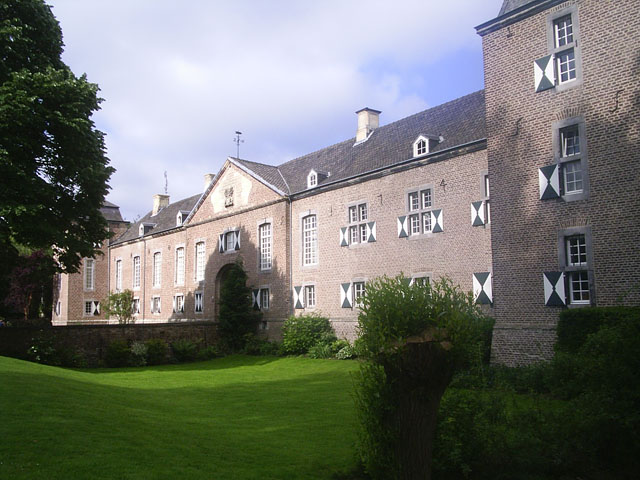
Kasteel Haeren in Voerendaal

Hendrik Æmilius van Panhuys (1694-1789), schepen van Maastricht, schout van Cadier, luitenant-drossaard van het land van Valkenburg
- Huybert Æmilius van Panhuys (1730-1793), schepen van Maastricht, Itteren en Meerssenhoven, luitenant-drossaard en luitenant-stadhouder van de landen van Dalhem en Rode
  - Willem Benjamin van Panhuys (1764-1816), militair, plantagehouder, gouverneur-generaal van Suriname, gehuwd met 1. Clasina Rhijnsdorp, en 2. Louise van Panhuys (kunstenares)
  - Willem Hendrik Cornelis van Panhuys (1766-1849), militair, luitenant in Staatse dienst, weigerde dienst te nemen onder de Bataafse Republiek
  - Jean Antoine Chrétien van Panhuys (1768-1835), adjunct directeur-generaal van Financiën te Batavia, Tweede Kamerlid, stamvader niet-adellijke Nederlands-Indische tak (uitgestorven)
  - Jhr. Abraham van Panhuys (1774-1847), kapitein infanterie, rentmeester Stad Groningen, lid Provinciale Staten van Groningen, gehuwd met Berentdina Ernestina Harmanna Polman Gruys (1775-1820)
    - Jhr. mr. Ulrich Willem Frederik van Panhuys (1806-1882), jurist, politicus
      - Jhr. Haro Caspar van Panhuys (1835-1905), belastingontvanger Haarlem, gehuwd met zijn nicht jkvr. Sophie Regine Octavie Marie van Panhuys (1851-1906)
        - Jhr. mr. Ulrich Willem Frederik van Panhuys (1878-1927), griffier Hoge Raad der Nederlanden
          - Jhr. François Willem Peter Marie van Panhuys (1914-1969), burgemeester van Hummelo en Keppel, gehuwd met Louise Thomassen à Thuessink van der Hoop van Slochteren
          - Prof. jhr. mr. Haro Frederik van Panhuys (1916-1976), hoogleraar volkenrecht

      - Jhr. mr. Johan Æmilius Abraham van Panhuys (1836-1907), burgemeester, commissaris van de koning(in) in Groningen
        - Jhr. Hobbe van Panhuys (1868-1907), burgemeester van Leek, lid Provinciale Staten van Groningen, kamerheer i.b.d

      - Jhr. Ferdinand Scato van Panhuys (1838-1875), adjunct-controleur der belastingen, gehuwd met jkvr. Marie Cornelie Sophie van Panhuys van Haeren (1847-1904).
        - Jkvr. Wendeline Cornera van Panhuys (1870-1944), als beeldhouwster bekend onder de naam Maja Serger van Panhuys.

    - Jan Ernst baron van Panhuys (1808-1878), Tweede Kamerlid, gouverneur van Friesland

  - Frans van Panhuys (1776-1837), militair, provinciaal belasting ontvanger, schepen van Maastricht, lid Provinciale Staten van Limburg
  - Adriaan Willem Emil van Panhuys (1779-1870), militair in Staatse en Engelse dienst, belastingontvanger in Ems-Oriental, kapitein Generale Staf
- Willem Hendrik van Panhuys (1734-1808), schepen en adjoint (medeburgemeester) van Maastricht, rentmeester van Staats-Overmaas, kocht in 1770 kasteel Haeren, noemde zich daarna 'heer van Haeren', in 1783 toegelaten tot de ridderschap van Staats-Valkenburg
  - Jhr. mr. Johan Cornelis van Panhuys (1766-1849), heer van Haeren, Bongert en Damerscheidt, drossaard van de landen van Rolduc en Dalhem, lid Gedeputeerde Staten van Limburg
    - Jhr. mr. Henri Ernest van Panhuys (1801-1848), heer van Haeren, procureur-generaal Provinciaal Hof van Limburg, gehuwd met jkvr. Zénobie Louise Dibbets (1811-1878), dochter van baron Bernardus Johannes Cornelis Dibbets
    - Jkvr. Helena Antoinetta Paulina van Panhuys (1803-1881), gehuwd met de letterkundige Auguste Clavareau (1787-1864)

  - Jhr. mr. Isaac Lodewijk van Panhuys (1771-1828), gemeentesecretaris van Den Haag
    - Jhr. Willem Hendrik van Panhuys (1798-1834), secretaris en raad van Middelburg
      - Jhr. Willem Ernst van Panhuys (1833-1894), raadadviseur Departement van Koloniën, gehuwd met zijn nicht jkvr. Louise Constance Winanda Charlotte van Panhuys (1843-1931)
        - Jhr. Louis Constant van Panhuys (1869-1949), burgemeester van Vuren
        - Jhr. Willem Constantijn van Panhuys (1870-1929), luitenant ter zee, burgemeester van Veere, Vrouwenpolder, Koudekerke en Noordwijk

    - Jhr. Constantijn Arnoud Ernest Adrien van Panhuys (1811-1895), Tweede Kamerlid, burgemeester van Vorden, bouwheer Het Enzerinck